# Mika Hijii
Mika Hijii (肘井 ミカ?, Hijii Mika) (Iizuka, 13 ottobre 1982) è un'attrice, modella e personaggio televisivo giapponese. Al di fuori del Giappone è nota principalmente per aver interpretato Kaoru Mitsuki nel franchise di Garo (2005), Namiko Takeda nei film di arti marziali Ninja (2009) e Ninja: Shadow of a Tear (2013) e Rin nel film Ninja contro alieni (2011). 
È affiliata con l'agenzia di talenti Stardust Promotion.

## Biografia
Nata a Iizukanella Prefettura di Fukuoka, sin dalle scuole superiori viene soprannominata "Mikaringo" (みかりんご?). Dopo aver frequentato la scuola pubblica di Kaho, si laurea presso la Facoltà di Economia e Management dell'Università Hosei di Tokyo.
Debutta come ragazza immagine nella rivista maschile di Kōdansha "Hot-Dog Press" (ホットドッグ・プレス?) e nel 2000 vince la seconda edizione del concorso "Hot-Dog Press Dream Girls" (ホットドッグプレスドリームガールズ?), dedicato alle gravure idol emergenti.
Nel 2004 esordisce al cinema come protagonista del film Niwatori wa hadashi da (ニワトリはハダシだ?, lett. "Il pollo è scalzo") di Azuma Morisaki, che riceve il premio per il contributo artistico al 17º Tokyo International Film Festival. Nel 2005 ottiene grande popolarità andando a interpretare Kaoru Mitsuki nella serie tokusatsu Garo, in onda su TV Tokyo. Riprenderà lo stesso ruolo negli anni successivi, in altre opere del franchise. Sempre nel 2005 compare nel video musicale Moon on the Water di Beat Crusaders.
Nel 2009 interpreta la protagonista femminile del film statunitense Ninja con Scott Adkins. Da sempre si allena nelle arti marziali e nel 2011 partecipa alla 28ª edizione del Campionato Nazionale Giapponese di wushu, nella specialità di coppia duilian, classificandosi al 4º posto.
Nel 2013 è fra le attrici d'azione premiate alla prima edizione dei Japan Action Awards, per la sua performance in Garo: Makai Senki.

## Vita privata
Si è sposata il 1º maggio 2019 e ha due figli: una bambina nata nel 2020 e un bambino nato nel 2022, di cui ha dato l'annuncio su Instagram.

## Filmografia

### Attrice

#### Cinema
- Niwatori wa hadashi da (ニワトリはハダシだ?), regia di Azuma Morisaki (2004)
- Cherry pie (チェリーパイ?), regia di Haruo Inoue (2006)
- Bokura no hōteishiki (僕らの方程式?), regia di Eiji Uchida (2008)
- Nukenin (抜け忍?), regia di Seiji Chiba (2009)
- Ninja, regia di Isaac Florentine (2009)
- Onobori monogatari (おのぼり物語?), regia di Yasutaka Mori (2010)
- Toki o kakeru shōjo (時をかける少女?), regia di Masaaki Taniguchi (2010)
- Kiba: Ankoku Kishi Gaiden (呀〈KIBA〉 ～暗黒騎士鎧伝～?), regia di Keita Amemiya (2011)
- Cheerfu11y (チアフリー?), regia di Sho Tsukikawa (2011)
- Ninja contro alieni (エイリアンVSニンジャ?), regia di Seiji Chiba (2011)
- Ima, yari ni yukimasu (いま、殺りにゆきます?), regia di Seiji Chiba (2012)
- Himitsu no Akko-chan - Il film (映画 ひみつのアッコちゃん?), regia di Yasuhiro Kawamura (2012)
- Yoakemae asayakechū (夜明け前　朝焼け中?), regia di Shōji Kubota (2013)
- Ninja: Shadow of a Tear, regia di Isaac Florentine (2013)
- Chō - Kowai hanashi (「超」怖い話?), regia di Seiji Chiba (2016)
- Shūkatsu (シュウカツ?), regia di Seiji Chiba (2016)
- FIVE PERCENT MAN, regia di Takeshi Tanaka (2016) – cortometraggio
- ...and LOVE, regia di Keita Matsuda (2017)
- Garo: Gekkō no Tabibito (牙狼〈GARO〉-月虹ノ旅人?), regia di Keita Amemiya (2019)

#### Televisione
- Dōruhausu (ドールハウス?) – serie TV, 1x02 (2004)
- Kamen Raidā Bureido (仮面ライダー剣?) – serie TV, 6 episodi (2004)
- Garo (牙狼〈GARO〉?) – serie TV, 26 episodi (2005-2006)
- Garo Special: Byakuya no Majū (牙狼〈GARO〉スペシャル 白夜の魔獣?) – film TV (2006)
- Aibō (相棒?) – serie TV, 8x11 (2010)
- Arienai! (あり得ない?) – serie TV, 1x10 (2010)
- Garo: Makai Senki (牙狼〈GARO〉 〜MAKAISENKI〜?)  – serie TV (2011-2012)
- Meitantei Conan - Kudō Shin'ichi e no chōsenjō (名探偵コナン 工藤新一への挑戦?) – serie TV, 1x05 (2011)

## Doppiatrici italiane
- Francesca Manicone in Garo
- Tania De Domenico in Ninja contro alieni[10]
- Elena Liberati in Ninja